# Lionel Salem (chimiste)
Pour les articles homonymes, voir Salem et Lionel Salem.
Lionel Salem, né le 5 mars 1937 à Paris et mort le  29 juin 2024 dans la même ville,, est un chimiste théoricien français, ancien directeur de recherche au CNRS. Il est membre de l'Académie internationale des sciences moléculaires quantiques, qui l'a nommé son lauréat annuel en 1975 pour ses travaux sur les processus photochimiques et sur les mécanismes des réactions chimiques.
Il a contribué aux théories des forces entre des molécules, des molécules conjuguées, des mécanismes des réactions organiques et de la catalyse hétérogène. Il a établi la théorie électronique des diradicaux, ainsi que les notions des états diradicalaires et zwitterionique. En 1968 il décrit le changement d'énergie lors de l'approche de deux molécules en fonction des propriétés des orbitales des deux molécules; cette approche, poursuivie indépendamment par Gilles Klopman, conduit à l'équation de Klopman-Salem et la théorie des orbitales frontières,.
Il est l'auteur de plusieurs livres sur les sujets chimiques, y compris The Molecular Orbital Theory of Conjugated Systems (1966), The Organic Chemist's Book of Orbitals (avec William L. Jorgensen, (1973)), Molécule la Marveilleuse (1979) et Electrons in Chemical Reactions (1982),.

## Autres
Lionel Salem, poursuivant le combat de sa mère, est l'un des citoyens français en pointe pour la restitution des œuvres d'art spoliées pendant la Seconde Guerre mondiale. À la fin des années 1990, à la suite de l'exposition "Musées nationaux récupération" au Louvre, où il reconnaît 5 toiles ayant appartenu à son grand-père (collection Gentili, par sa mère), il doit intenter un procès au Louvre pour leur restitution, finalement obtenue quelques années plus tard.

## Décorations
- Chevalier de la Légion d'honneur
- Chevalier de l'ordre national du Mérite
- Officier de l'ordre des Palmes académiques (1997)[11]